# 绝代双骄 (1999年电视剧)
《绝代双骄》，1999年台湾播出的武侠剧，根据武侠小说家古龙的同名原著改编而成，主演是林志颖、苏有朋、陈德容、李绮虹、郑嘉颖、莉。

## 剧情
武林大侠燕南天为了江湖侠义和武功，抛弃了爱人邀月，邀月自此由爱生恨，自创门派移花宫，邀月为了报复燕南天，设计邀请江枫，并且用掌力打死了江枫和其妻子。江枫的兩个儿子，小鱼儿和花无缺，则一个在移花宫，一个在恶人谷，兄弟俩因为互不认识，最初是敌非友，直到后来两人相认，为民除害。

## 演员
| 演员   | 角色     | 配音   | 备注                 |
| 林志颖 | 小鱼儿   | 何志威 |                      |
| 苏有朋 | 花无缺   | 李猶龍 |                      |
| 陈德容 | 铁心兰   | 丘梅君 |                      |
| 李绮红 | 张菁     | 劉小芸 |                      |
| 郑嘉颖 | 江玉郎   | 符爽   |                      |
| 郑嘉颖 | 江琴     | 郭如舜 |                      |
| 王道   | 江别鹤   | 雷威遠 |                      |
| 侯炳莹 | 慕容九   | 陳美貞 |                      |
| 林瑞阳 | 燕南天   | 陳旭昇 |                      |
| 莉     | 邀月     | 呂佩玉 |                      |
| 张瑞竹 | 怜星     | 陳美貞 |                      |
| 陈俊生 | 江枫     | 康殿宏 |                      |
| 蕭薔   | 花月奴   | 劉小芸 |                      |
| 桑妮   | 鐵萍姑   | 龍顯蕙 |                      |
| 陳國邦 | 黑蜘蛛   | 陳旭昇 |                      |
| 樓學賢 | 軒轅三光 | 孫中台 |                      |
| 李立群 | 李大嘴   | 原音   |                      |
| 吳廷燁 | 杜殺     | 李猶龍 |                      |
| 葛蕾   | 屠嬌嬌   | 呂佩玉 |                      |
| 劉尚謙 | 萬春流   | 孫中台 |                      |
| 陸定裕 | 哈哈兒   | 符爽   |                      |
| 蔡佳宏 | 蕭咪咪   | 呂佩玉 |                      |
| 黃達亮 | 慕容正德 | 孫中台 |                      |
| 連靜雯 | 海紅珠   | 呂佩玉 |                      |
| 焦嬌   | 海四娘   | 丘梅君 |                      |
| 閻青妤 | 阿苦娘   | 龍顯蕙 |                      |
| 王學兵 | 阿豐     | 宋克軍 |                      |
| 张国柱 | 魏無牙   | 宋克軍 |                      |
| 高振鵬 | 神錫道長 | 符爽   |                      |
| 劉家榮 | 鐵戰     | 雷威遠 | 出惡人谷前           |
| 劉家榮 | 鐵戰     | 沈光平 | 成為江別鶴家僕的時候 |

## 主題曲
| 曲序 | 曲目                         | 歌手   |
| ---- | ---------------------------- | ------ |
| 1.   | 《快乐至上》（片頭曲）       | 林志颖 |
| 2.   | 《只要为你活一天》（片尾曲） | 谢霆锋 |
| 3.   | 《稻草人》（插曲）           | 林志颖 |

## 制作
电视剧的制作方包括：北京金英马影视文化有限责任公司、浙江亚视传播有限责任公司、台湾金懋传播股份有限公司、北京电影制片厂电视剧部。
苏有朋谈起拍摄时的感受说：“真的，一开始我没什么把握，因为这和我本身性格相去太远，直到上了妆还对着镜子一遍遍地问自己，我是花无缺吗？后来我才慢慢地进入了状态。即使拍戏间隙我也常常在体验角色，所以经常弄得自己阴阳怪气的。”
該劇當時在台灣收視率頗高，不過在9/21凌晨重播播放到一半集數時台灣發生921大地震，受地震影響台灣的電力曾出現吃緊的狀況而必須輪流供電，當時老三台沒有重播八點檔的習慣，在觀眾反應因為輪流供電看不到該劇的情形下，台視首次選擇在另一個時段重播該劇好讓中部民眾可以收看到。另外，劇中演員林志穎、蘇有朋等也抽空至台視的募款節目呼籲募款。

## 作品的變遷
| 台視 週一至週五 20:00～21:00     | 台視 週一至週五 20:00～21:00        | 台視 週一至週五 20:00～21:00 |
| -------------------------------- | ----------------------------------- | ---------------------------- |
|                                  | 絕代雙驕 （1999.8.28 - 1999.10.21） |                              |
| 雨中鳥 （1999.6.28 - 1999.8.23） | 白髮魔女 （1999.10.21 - 1999.12.6） |                              |